# Wijnbouw in Slowakije
Wijnbouw in Slowakije vindt vooral in het zuiden van het land plaats in de omgeving van het Hongaarse grensgebied en voor een klein deel langs de grens met Tsjechië. De totale oppervlakte van de wijngaarden in het land was in het jaar 2000 zo'n 28.300 hectare.

## Wijnbouwgebieden

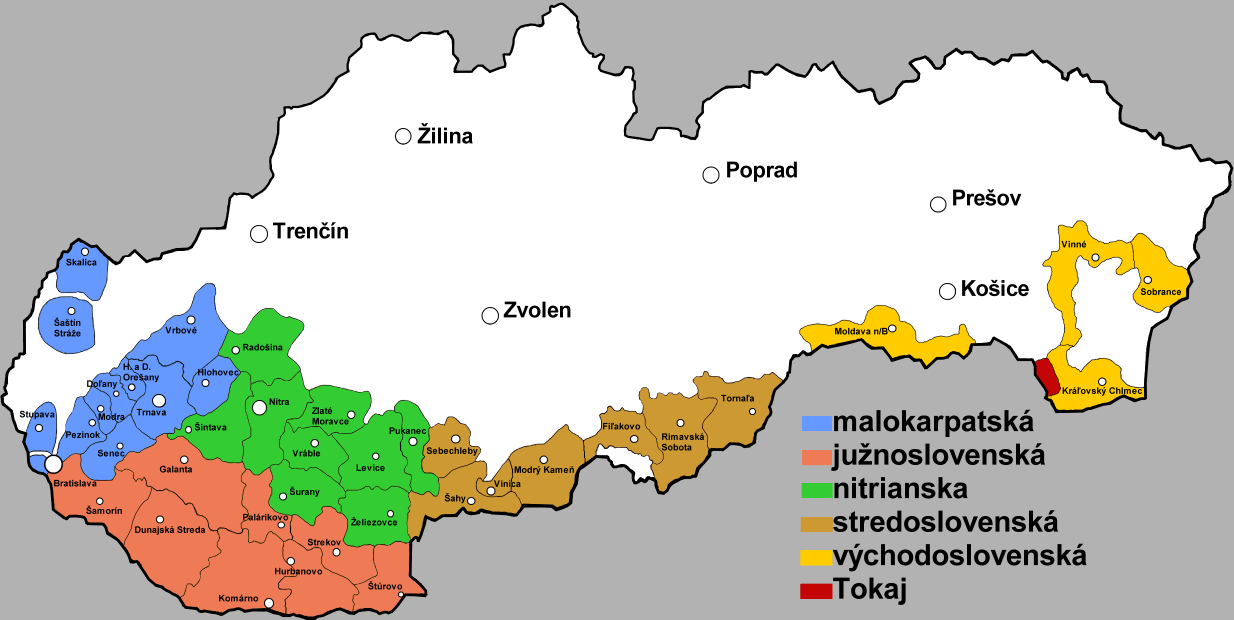
Wijnbouwgebieden in Slowakije

De wijnbouwgebieden zijn Malokarpatská vinohradnícka oblasť (ten noorden van Bratislava), het gebied rondom de Kleine Karpaten in het westen van het land Južnoslovenská vinohradnícka oblasť, het gebied ten oosten van Bratislava, in het zuiden  de gebieden Nitrianska vinohradnícka oblasť (Nitra) en Stredoslovenská vinohradnícka oblasť (Centraal-Slowakije) en in het oosten rondom de stad Košice Východoslovenská vinohradnícka oblasť en het Tokajská vinohradnícka oblasť.
Het Slowaakse deel van Tokaj ligt in het zuidoosten en loopt door in het aangrenzende noordoosten  van Hongarije.